# 吉本考志
吉本考志（よしもと たかし、1992年5月2日 - ）は、日本の元俳優。京都府与謝郡伊根町出身。元劇団Patchのメンバー（2期生）。ワタナベエンターテインメントに所属していた。

## 経歴
- 2013年4月27日、劇団Patch2期生オーディションに合格して劇団Patchに入団。劇団Patchとしての初舞台はpatchステージの『白浪クインテット』。その後テレビやラジオなどマルチに活躍の幅を広げていく。
- 2015年、伊根町観光大使就任[1]。
- 2023年4月、劇団Patchの卒業およびワタナベエンターテインメントとの契約終了が発表された[2]。卒業後は裏方として活動していく[3]。

## 人物
身長172cm、特技は、節約料理、野球、素潜り、DIY。趣味は歌、バイク、ランニング、料理、ギター。
足のサイズ26.5cm（27cmも可）、肩幅 約47cm、TシャツのサイズはＭがぴったり、Ｌが普通、XLはゆるめ、ボトムスは細身のデザインを愛用（2021年4月21日のTikTok生配信にて情報公開）。
劇団PatchのYouTubeチャンネル内の動画編集を担当する事も多く、2020年8月1日から8月31日までの1か月間、毎日動画を投稿した 。

## 出演

### 舞台
《劇団Patch》
- Patch stage 
  - vol.3『 白浪クインテット』（2013年）
  - vol.4 『破壊ランナー』（2014年）
  - vol.5 『観音クレイジーショー』（2014年）
  - vol.6 『SPECTER』（2015年）
  - vol.7 『幽悲伝』（2015年）
  - vol.8 浮世戯言歌劇 『磯部磯兵衛物語〜浮世はつらいよ〜』 高尾山地獄修業編（2016年）[8]
  - vol.9 『磯部磯兵衛物語～浮世はつらいよ～天晴版』（2016年）[8]
  - vol.10 『羽生蓮太郎』（2017年）
  - vol.11 『JOURNEY-浪花忍法帖-』（2017年）
  - vol.12 『ボクのシューカツ。』（2018年）
  - vol.13 『カーニバル！カーニバル！カーニバル！カーニバル！カーニバル！カーニバル！カーニバル！カーニバル！カーニバル！カーニバル！カーニバル！カーニバル！カーニバル！』（2019年）
- Patch8番勝負
  - 11人の嫉妬する男たち〜11 JEALOUS MEN〜（2014年）
  - 殺人の原稿犯で逮捕します（2014年）
  - 森ノ宮演出家連続殺害事件（2014年）
  - 魁!!男肉塾（2014年）
  - 沈黙のZOO（2014年）
  - 筋肉少年（2014年）
- アキナとPatch
  - vol.1（2016年）
  - vol.2（2016年）
  - vol.3 Patchがアキナ達とコント〜THE LOVE〜（2017年）
- 平成29年度演劇鑑賞会 劇団Patch特別公演『大阪ドンキホーテ 〜スーパースター Patch ver.〜』（2018年）
- Patch × TRUMP series 10th ANNIVERSARY『SPECTER』（2019年）[8]
- カンテレ×劇団patchプロジェクト『音楽朗読劇マインドリマインド~Ｉ am…~』（2020年12月26 - 27日、サンケイホールブリーゼ 大阪 / 2021年1月28日 - 31日、紀伊国屋サザンシアター TAKASHIMAYA）

《他出演》
- 舞台『GOLD BANGBANG!!』（2015年）
- ババロワーズショートショートカタログ
  - vol.4 『ショッキングイエローの巻』（2015年）
  - vol.9 『ゴールデンベストの巻』（2015年）
- 久馬歩責任編集 月刊コント
  - 聖夜号（2016年）
  - ５月号（2017）
- Buliding303水の泡（2017）
- 七味の一味 第一回公演『家族百景』（2017年）
- ホットポットクッキング Presents Vol.4『GJ』ミヤシタ役（2018年）
- 火曜日のゲキジョウ 劇団乱れ桜×ババロワーズ・ラボラトリィ ババロワーズ・ラボラトリィ『もつれんぼ』（2018年）
- ナイスコンプレックスプロデュース
  - #3『12人の怒れる男』（2019年）
  - #5『12人の怒れる男』（2020年）
- 舞台『a live house〜そこから星が見えますか？〜』（2019年）
- 劇メシ-BetsuBara-
  - 『ハイイロキツネは二度遠吠（うた）う』（2019年）
  - 04『ソースの定義』（2020年）
- 浪花節シェークスピア『富美男と夕莉子』（2022年5月4日 - 17日、紀伊國屋ホール / 2022年5月29日 - 30日、梅田芸術劇場シアタードラマシティー）

### テレビ
- YTV『朝生ワイド す・またん!』（2015年-）
- YTV『すもももももも!ピーチ♥CAFE』（2015年-）
- 『ビーバップハイヒール』
- 24時間テレビ39『愛は地球を救う』（2016年）
- 『ピーチケパーチケ』（2020年）
- 『ピーチケプラス』（2020年）
- 『報道ランナー』（2020年）

### ドラマ
- テレビ朝日『女たちの特捜最前線』第3話「死を呼ぶ愛情弁当!? 四角いハンバーグは美男子を殺す」（2016年）[9]
- NHKドラマ10『女子的生活』（2018年）[9]
- NHK BSプレミアム『幕末グルメ ブシメシ!2』（2018年）[9]
- BS-TBS『水戸黄門2』第10話「老公、なんばしよっと？（福岡）」乙吉役（2019年）
- MBS / TBSドラマイズム『スカム』刑事役（2019年）[9]

### ラジオ
- ソラトニワ梅田『どっちもPatch!?』（2013 - 2016年）
- ラジオ大阪『ボクら劇団Patchです!!』（2014 - 2016年）
- ABC『橋詰優子の劇場に行こう！』（2017 - 2020年）

### その他
- Zoom生演劇『ロックダウンスパイ』（2020年）
- うちドラ『IN THE RADIO』（2020年）
- 舞台『刀剣乱舞』无伝夕紅の士（むでん ゆうくれのさむらい）大坂夏の陣（2021年） - アンダースタディーとして助力
- 『アオフェス2021～舞台人による短編映像グランプリ』（2021年）

### イベント
- 吉本考志ブロデュースイベント「ふたりんぼ」(2021年２月13日、シアターカフェNyan)